# 十綱橋

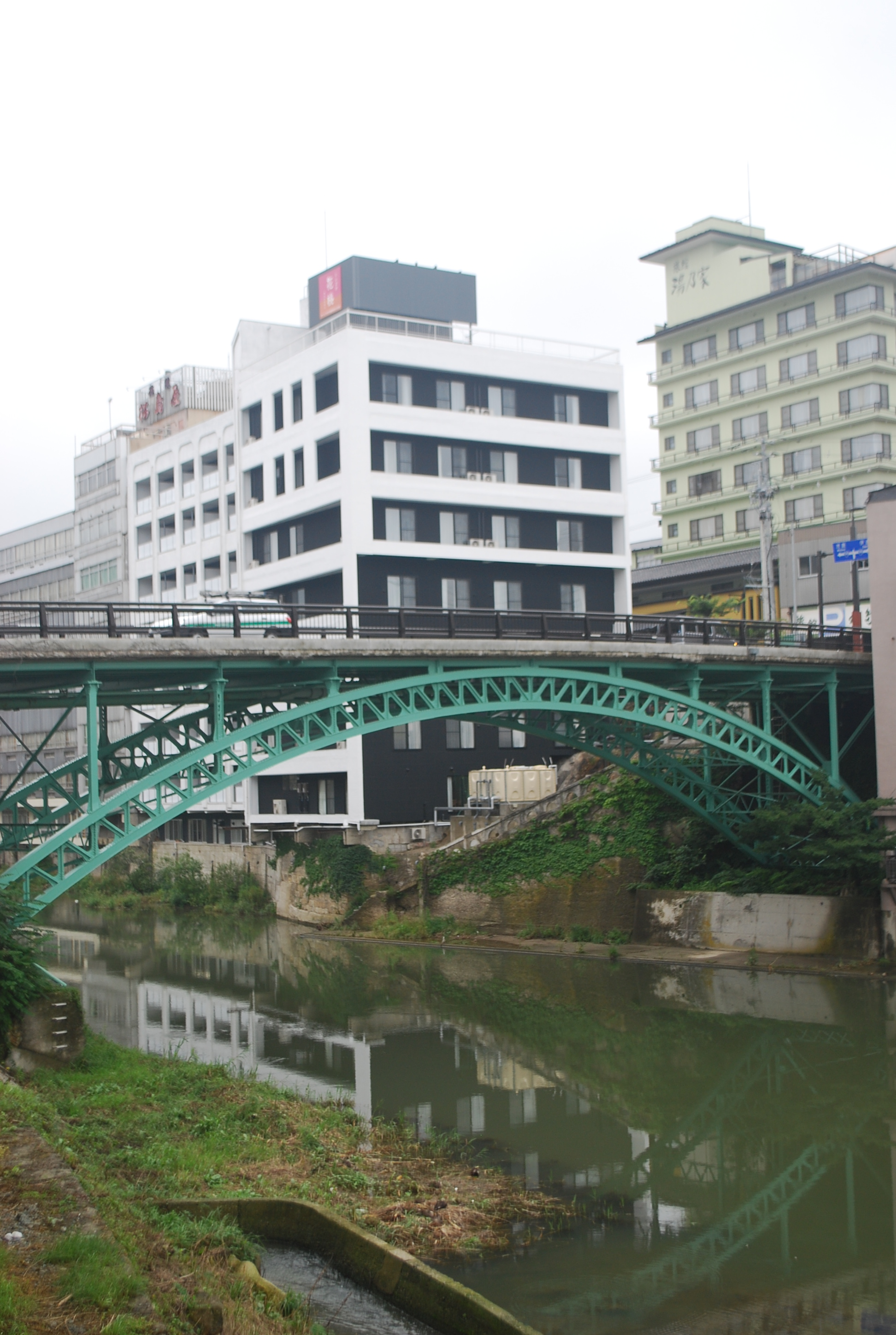
十綱橋

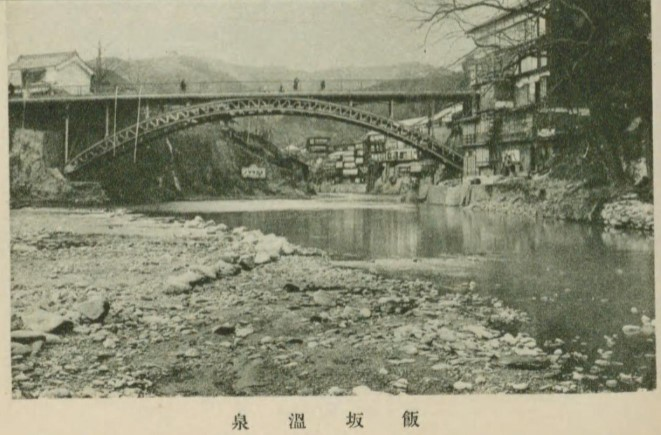
昭和8年頃の十綱橋

十綱橋（とつなばし）は福島県福島市にある摺上川に架かる橋である。

## 概要
市内飯坂地区の飯坂温泉の温泉街にあり、福島交通飯坂線飯坂温泉駅のすぐとなりに位置しており、温泉街を代表するランドマークとなっている。東岸は飯坂町（旧信夫郡飯坂町）、西岸は飯坂町湯野（旧伊達郡湯野村）で、かつては郡境をまたいでいた。地域の交通の要衝であり、現在では福島県道3号福島飯坂線が通り、この橋の東詰で国道399号と交わり終点となる。現在用いられている橋は1915年（大正4年）9月に竣工したもの。全長51.7mの鋼上路2ヒンジブレーストリブアーチ橋で、現存する大正期の鋼アーチ橋で最も古いものの1つである。歴史的土木構造物として、2004年の土木学会選奨土木遺産に認定される。
- 形式 鋼上路2ヒンジブレーストリブアーチ
- 橋長 51.7m
- 支間長 最大40.24m
- 幅員 6.5m
- 橋脚 半重力式（直接基礎）
- 着工 1914年（大正3年）4月10日
- 完成 1915年（大正4年）9月

## 歴史
当地に架けられた橋の歴史は平安時代にさかのぼり、橋の両岸を十条の藤の綱で結び、板を渡してその上を歩行していたので「十綱橋」と言っていたと言われている。「陸奥の十綱の橋にくる網の絶へつも人にいひ渡るかな」と藤原親隆に読まれ千載和歌集に収録されるなど西国でも歌枕と知られ、東鑑にもその様子が記されている。1189年（文治4年）、源義経を追って源頼朝の軍勢が奥州征伐のために北上しこの地に攻め入った際、大鳥城防衛、石那坂の戦いに挑むために城主の佐藤基治により橋が切り落とされたとされる。以後この地に架橋されることはなく、十綱の渡しという渡し船によって往来が行われてきた。松尾芭蕉が飯坂温泉に立ち寄った際も使われたとされる。
明治に入り、地元の盲目の按摩師である伊達一により架橋の陳情と彼自身の貯金50両の寄付が行われた。また、菓子行商人の熊坂惣兵衛の協力もあり、1873年（明治6年）12月、木製曲弦トラス橋が県により架けられ、摺上橋と名付けられた。部材には佐藤基治の菩提寺として有名な医王寺の杉が用いられたと言われている。全長は63メートルで当時の国内の橋梁の中では最大級の支間長であった。しかしわずか10ヶ月後の1874年（明治7年）9月、悪天候により橋が崩落した。
その後伊達と熊坂により橋の再建が陳情され、また崩落の原因は設計ミスをした件にあるとの立岩一郎区長の主張も有り、当時の安場保和県令は公費8700円の拠出を決定し、1875年（明治8年)5月に2代目の橋が架けられ、十綱橋と名付けられる。1870年（明治3年）に架けられた皇居山里の吊り橋（鉄線による吊り橋としては日本初である）を模して建造された全長69ｍの吊り橋で、10条の鉄線ケーブルにより橋桁を吊っていた。男柱には先代の摺上橋同様に医王寺の杉の神木が用いられた。しかしその後橋の傾斜や部材の損傷が度々発生し明治16年と24年に大規模修繕が行われたが改善しなかった。この事を憂いた伊達一は責任を自ら取り、橋の恒久を願い人柱として入水自殺した。その後1968年（昭和43年）に彼の顕彰碑が上流の新十綱橋たもとに建立された。1910年（明治43年）8月、洪水により落橋し、その後十綱橋は架替えられるまで木製の仮橋によって運用される。
1914年（大正3年）4月に指定外工事として3代目となる現在の鋼製アーチ橋が着工、翌年9月に完成する。工費35,685円。1936年に橋上の舗装工事が行われた。1944年（昭和19年）に発生した飯坂大火も耐え抜き、1950年（昭和25年）に全面的な塗装が行われた。1967年（昭和42年）には、アーチ部材に鋼板が溶接され、I型 断面から箱型断面に改造される大規模補強工事が施された。その後も床版の打ち替え、高欄、照明の追加が随時行われ、1979年（昭和54年）にアーチ部分が今日見られる薄いグリーンに塗装された。2008年（平成20年）に拡幅工事が行われ、それまで欄干に設置されていたかつての吊り橋のワイヤーをモチーフにした街灯が撤去され、高欄に組み込まれた照明が設置された。拡幅後、2009年春から、欄干とアーチ部の夜間のライトアップを実施している。これは福島県の景観アドバイザーを務める内原智史の指導によるもの。

## 典拠
1. ↑  飯坂温泉「十綱橋ライトアップ」の点灯式の実施
2. ↑  福島県道路整備課・橋梁のはなし